# Tourmignies
Tourmignies ist eine französische Gemeinde mit 950 Einwohnern (Stand: 1. Januar 2022) im Département Nord in der Region Hauts-de-France. Sie gehört zum Arrondissement Lille und zum Kanton Templeuve-en-Pévèle. Die Einwohner nennen sich Berlafards.

## Geografie
Tourmignies liegt an der oberen Marque, etwa 14 Kilometer südsüdöstlich von Lille. Umgeben wird Tourmignies von den Nachbargemeinden Avelin im Norden, Mérignies im Osten, Mons-en-Pévèle im Süden sowie Attiches im Westen und Nordwesten.

## Einwohnerentwicklung
| Jahr                       | 1962 | 1968 | 1975 | 1982 | 1990 | 1999 | 2009 | 2021 |
| Einwohner                  | 534  | 505  | 576  | 596  | 615  | 756  | 686  | 947  |
| Quellen: Cassini und INSEE |      |      |      |      |      |      |      |      |

## Sehenswürdigkeiten
- Kirche Saint-Pierre-d’Antioche, erstmals um 1188 erwähnt, Monument historique
- Reste des Schlosses Assignies, 1870 bis 1876 erbaut, 1917 im Ersten Weltkrieg zerstört
- Festsaal Robert Bonte in den 1970er Jahren errichtet, transloziert 2012/2013

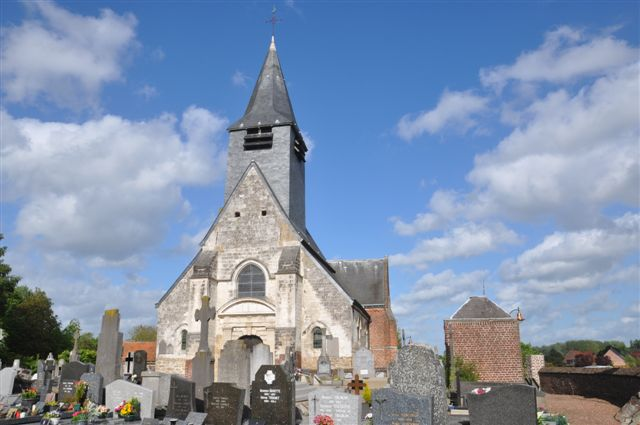
Kirche Saint-Pierre
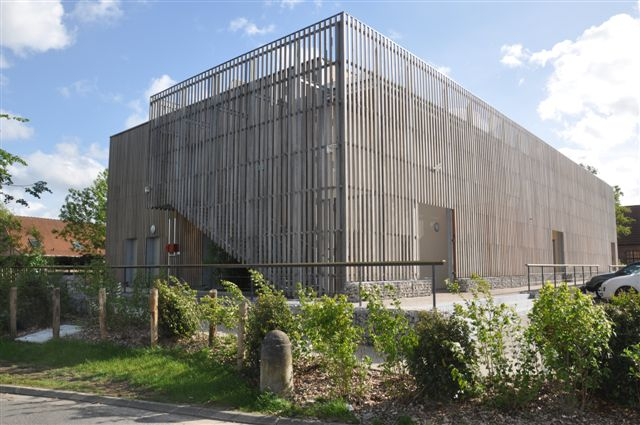
Veranstaltungssaal Robert Bonte